# Minotauros charessa
Minotauros charessa is een vlindersoort uit de familie van de prachtvlinders (Riodinidae), onderfamilie Riodininae.
Minotauros charessa werd in 1910 beschreven door Stichel.